# Neoscombrops
Neoscombrops és un gènere de peixos pertanyent a la família dels acropomàtids.

## Taxonomia
- Neoscombrops annectens (Gilchrist, 1922)[4]
- Neoscombrops atlanticus (Mochizuki & Sano, 1984)[5]
- Neoscombrops cynodon (Regan, 1921)[6]
- Neoscombrops pacificus (Mochizuki, 1979)[7][8][9][10][11][12][13]